# Cawthorne (North Yorkshire)
Cawthorne – osada w Anglii, w hrabstwie ceremonialnym North Yorkshire, w dystrykcie (unitary authority) North Yorkshire, w civil parish Cropton. Leży 17 km od miasta Malton. W 1961 roku civil parish liczyła 15 mieszkańców. Cawthorne jest wspomniana w Domesday Book (1086) jako Caltorn/Caltorna/Caltorne.